# Симфонијски оркестар Радио-телевизије Србије
Симфонијски оркестар РТС је симфонијски оркестар музичке продукције Радио-телевизије Србије. Један од главних програмских циљева ансамбла је квалитетно (најчешће премијерно) извођење и снимање остварења домаће музике (историјске и савремене). Од 2005. године уметнички директор и главни диригент је Бојан Суђић.

## Историја
Симфонијски оркестар РТС је основан 1937. године у тадашњем Радио Београду као Велики симфонијски оркестар. Име оркестра се више пута мењало током његовог постојања. Оснивач ансамбла је био Војислав Вучковић, а први диригент-руководилац Михаило Вукдраговић. Први концерт на радио-таласима одржан је 2. августа 1937. године, а први јавни концерт 6. септембра исте године у Коларчевој задужбини. Извођењем дела Петра Коњовића, Миленка Живковића, Антона Лајовица и Миленка Пауновића оркестар је већ тада показао оријентацију ка српској и југословенској музици.
Међу светски познатим диригентима који су наступали са Симфонијским оркестром РТС су: Игор Маркевич, Зубин Мехта, Ефрем Курц, Шарл Дитуа, Лорин Мазел, Мстислав Ростропович и Владимир Федосејев. Од солиста могу се издвојити: Никита Магалов, Хенрик Шеринг, Андре Навара, Игор Ојстрах, Владимир Ашкенази, Уто Уги, Марија Типо, Мишел Бероф, Алдо Чиколини, Најџел Кенеди, Монтсерат Кабаје, Шломо Минц, Пепе Ромеро, Кири Те Канава и Хозе Карерас.
Ансамбл је редовни учесник БЕМУС-а.

## Опште
Симфонијски оркестар РТС је симфонијски оркестар музичке продукције Радио-телевизије Србије. Један од главних програмских циљева ансамбла је квалитетно (најчешће премијерно) извођење и снимање остварења домаће музике (историјске и савремене). Од 2005. године уметнички директор и главни диригент је Бојан Суђић.
Оваква програмска политика, коју је утемељио први диригент, Михаијло Вукдраговић, задржана је и током више од седам деценија дуге извођачке праксе, коју су својим радом обележили шефови-диригенти Младен Јагушт, Ванчо Чавдарски и Бојан Суђић, који је од 2005. па до данас његов уметнички директор.
Кроз историју, сарадњу са оркестром су остварили најзначајнији домаћи и инострани уметници, солисти и диригенти. Наступао је на свим значајним фестивалима у Југославији и Србији, а остварио је и успешне турнеје по Европи и Африци. У Звучном архиву Радио Београда трајно је архивирано више стотина снимака, од којих су многи објављени на неколико десетина носача звука.
За велике успехе у културној и уметничкој мисији, а обележавајући 70-годишњицу од оснивања, заједно са својим шефом-диригентом Бојаном Суђићем, Симфонијски оркестар РТС је 2008. године добио и признање „Изванредни златни беочуг“. Добитник је и годишње награде ревије „Музика Класика“ за најбољи оркестарски ансамбл за 2013. годину.
Симфонијски оркестар РТС данас је модерни ансамбл, који делује у оквиру Музичке продукције РТС, и прати светске тенденције у интерпретацији музике. Његов репертоар обухвата значајна симфонијска, концертна и вокално-инструментална дела домаће и иностране литературе. У својој историји премијерно је извео многа дела истакнутих савремених домаћих стваралаца различитих генерација, од којих су му нека и посвећена. На програму се налази и оперска и оперетска литература, као и музика популарних жанрова. Активно је присутан на концертним подијумима, у медијима и у оквиру значајних друштвених догађаја, позиционирајући се као престижни извођачки апарат спреман за највише уметничке домете.

## Уметнички руководиоци
Уметнички руководиоци и главни диригенти оркестра су били (непотпун списак према сајту РТС):
Војислав Вучковић, Стеван Христић, Крешимир Барановић, Оскар Данон, Ђура Јакшић, Живојин Здравковић, Даворин Жупанић, Ангел Шурев, Младен Јагушт, Радивоје Спасић, Ванчо Чавдарски, Станко Јовановић и Бојан Суђић.